# ルジンの定理
数学の解析学では、ルジンの定理（ルジンのていり、Lusin's theorem、ニコライ・ルージンに因む）またはルジンの基準とは、ほとんど至るところで有限な関数が可測関数であるのは、その領域のほぼすべてで連続関数である場合に限るという定理である。J.E.リトルウッドの非公式な定式化では、"すべての可測関数はほぼ連続である"と表現されている。

## 古典的な形式
区間 [a, b] に対して、
{\displaystyle f:[a,b]\rightarrow \mathbb {C} }
を可測関数とする。このとき、任意の ε > 0 に対してコンパクトな E ⊆ [a, b] が存在して、f を E に制限したものが連続であり、
{\displaystyle \mu (E)>b-a-\varepsilon .}
である。E は [a, b] の相対位相を継承していることに注意。E に限定された f の連続性は、この位相を用いて定義されるものである。
また、区間 [a, b] 上で定義されたほとんど至るところで有限である任意の関数fに対して、任意の ε > 0 に対して、[a, b] 上で連続的な関数 ϕ で
{\displaystyle \{x\in [a,b]:f(x)\neq \phi (x)\}}
の測度が ε 未満であるものが存在する場合、f は可測である。

## 一般形
{\displaystyle (X,\Sigma ,\mu )} をラドン測度の定まった空間とし、Y を第二可算空間でボレル代数が定まっているものとし、{\displaystyle f:X\rightarrow Y} を可測関数とする。{\displaystyle \varepsilon >0} とし、有限測度であるような任意の {\displaystyle A\in \Sigma } に対して閉集合 {\displaystyle E} で {\displaystyle \mu (A\setminus E)<\varepsilon } であって {\displaystyle f} を {\displaystyle E} に制限すると連続であるというようなものが存在する。もし {\displaystyle A} が局所コンパクトであるなら、{\displaystyle E} を次のように選べる: {\displaystyle E} はコンパクトであり、さらにコンパクトな台を持つ連続関数 {\displaystyle f_{\varepsilon }:X\rightarrow Y} を {\displaystyle E} 上で {\displaystyle f} に一致して
{\displaystyle \ \sup _{x\in X}|f_{\varepsilon }(x)|\leq \sup _{x\in X}|f(x)|}.
であるようにすら選べる。非公式には、可算開基を持つ空間への可測関数は、その領域の任意の大きな部分上の連続関数によって近似することができる。

## 証明に当たって
ルジンの定理の証明は、多くの古典的な本に載っている。直観的には、エゴロフの定理と滑らかな関数の密度の結果として期待される。エゴロフの定理は、各点収束はほぼ一様であり、一様収束性は連続性を保存することを述べている。

## 例
ディリクレ関数を考える、これは {\displaystyle [0,1]} 上の 指示関数 {\displaystyle 1_{\mathbb {Q} }:[0,1]\to \{0,1\}} で有理数上で1をそうでないところで0を返す関数である。この関数の測度が0であるべきなのは明らかだが、有理数が実数の中に稠密であることを考えると、連続的な領域をどうやって見つけることができるだろうか？ ルジンの定理の要件は、次のような集合 {\displaystyle E} の構成で満たすことができる。
{\displaystyle \{x_{n};n=1,2,\dots \}} を {\displaystyle \mathbb {Q} } の任意の数え上げとする。ここで、
{\displaystyle G_{n}=(x_{n}-\varepsilon /2^{n},x_{n}+\varepsilon /2^{n})}
{\displaystyle E:=[0,1]\setminus \bigcup _{n=1}^{\infty }G_{n}}.
とする。このとき、開集合列 {\displaystyle G_{n}} は全ての有理数を"弾き出し"、コンパクトな閉集合 {\displaystyle E} が残っている。{\displaystyle E} は有理数を持たず、測度は {\displaystyle 1-2\varepsilon } より大きい。